# Porte-fenêtre à Collioure
Porte-fenêtre à Collioure est un tableau peint par Henri Matisse en 1914. Cette huile sur toile représente, comme son nom l'indique, une porte-fenêtre à Collioure. Elle est conservée au musée national d'Art moderne, à Paris.

## Expositions
- Le Cubisme, Centre national d'art et de culture Georges-Pompidou, Paris, 2018-2019.